# 加泰罗尼亚民族日

根据加泰罗尼亚自治章程的8.1号文件，加泰罗尼亚民族日是民族的象征（西班牙语：La Diada de Catalunya és un símbol nacional segons l'article 8.1 de l'Estatut d'Autonomia.）

加泰罗尼亚民族日，又称九月十一日节(加泰罗尼亚语: Diada de l'Onze de Setembre, 或简称Diada)是加泰罗尼亚的官方节日。为了纪念在西班牙王位继承战的巴塞罗那包围战中，经过14个月的围困后，1714年9月11日巴塞罗那落于波旁王朝的贝里克公爵率领的军队之手。同样也是为了纪念之后于1716年颁布的《新基本法令》废除了加泰罗尼亚的独立政治机构，自治權被剝奪的日期。
在民主改革恢复加泰罗尼亚议会后，其于1980年颁布的第一项法令就是恢复加泰罗尼亚民族日。2006年的关于自治章程的8.1号文件声明：“加泰罗尼亚，在文件中首先定义为民族，拥有民族的标志，包括旗帜，节日和赞歌。”8.3号文件规定：“九月十一日为加泰罗尼亚节日”